# TT146
TT146 (Theban Tomb 146) è la sigla che identifica una delle Tombe dei Nobili ubicate nell’area della cosiddetta Necropoli Tebana, sulla sponda occidentale del Nilo dinanzi alla città di Luxor, in Egitto. Destinata a sepolture di nobili e funzionari connessi alle case regnanti, specie del Nuovo Regno, l'area venne sfruttata, come necropoli, fin dall'Antico Regno e, successivamente, sino al periodo Saitico (con la XXVI dinastia) e Tolemaico.

## Titolare
TT146 era la tomba di:
| Titolare | Titolo                                                                       | Necropoli       | Dinastia/Periodo              | Note                                                                                      |
| -------- | ---------------------------------------------------------------------------- | --------------- | ----------------------------- | ----------------------------------------------------------------------------------------- |
| Nebamon  | Supervisore dei granai di Amon, Contabile del grano, iny della Sposa del Dio | Dra Abu el-Naga | XVIII dinastia (Thutmosi III) | più in basso, non lontana a nord-ovest del deposito, nei pressi della casa di Sayya Ahmed |

## Biografia
Unica notizia biografica ricavabile da un cono funerario, il nome della moglie: Suitnub.

## La tomba
La tomba non è accessibile; è noto da vecchi disegni che sulla facciata era rappresentato un uomo che semina e alcuni maiali che calpestano il grano. Proviene probabilmente da questa sepoltura un frammento di stele con rappresentazione di ushabti, del defunto e della moglie.

### Annotazioni
1. ↑  La prima numerazione delle tombe, dalla numero 1 alla 253, risale al 1913 con l’edizione del "Topographical Catalogue of the Private Tombs of Thebes" di Alan Gardiner e Arthur Weigall. Le tombe erano numerate in ordine di scoperta e non geografico; ugualmente in ordine cronologico di scoperta sono le tombe dalla 253 in poi.
2. ↑  I campi della Duat, ovvero l'aldilà egizio, si trovavano, secondo le credenze, proprio sulla riva occidentale del grande fiume.
3. ↑  Nella sua epoca di utilizzo, l'area era nota come "Quella di fronte al suo Signore" (con riferimento alla riva orientale, dove si trovavano le strutture dei Palazzi di residenza dei re e i templi dei principali dei) o, più semplicemente, "Occidente di Tebe".
4. ↑  le Tombe dei Nobili, benché raggruppate in un'unica area, sono di fatto distribuite su più necropoli distinte.
5. ↑  Le note, sovente di inquadramento topografico della tomba, sono tratte dal "Topographical Catalogue" di Gardiner e Weigall, ed. 1913 e fanno perciò riferimento alla situazione dell'epoca.
6. ↑  Titolo ricavabile dal Cono funerario, ma non noto o identificabile.
7. ↑  Oggi al Museo del Cairo, cat. 34160.

### Fonti
1. ↑  Gardiner e Weigall 1913.
2. ↑  Donadoni 1999,  p. 115.
3. ↑  Gardiner e Weigall 1913, p. 28.
4. 1 2  Porter e Moss 1927,  p. 258.
5. ↑  Gardiner e Weigall 1913, pp. 28-29.
6. ↑  Porter e Moss 1927,  pp. 257-258.